# Заппа, Фрэнк
Фрэнк Винсент Заппа (англ. Frank Vincent Zappa; 21 декабря 1940 — 4 декабря 1993) — американский композитор, певец, мультиинструменталист, продюсер, автор песен, музыкант-экспериментатор, а также звуко- и кинорежиссёр. За более чем тридцатилетнюю карьеру охватил такие жанры, как рок, джаз, академическая и конкретная музыка. Выпустил более 60 студийных альбомов, которые записывал как со своей группой The Mothers of Invention, так и сольно.
Музыкант-самоучка. Ещё подростком увлекался ритм-н-блюзом, а также творчеством авангардного исполнителя Эдгара Вареза. Во время учёбы в средней школе начал сочинять симфонические произведения и играл на барабанах в ритм-н-блюзовой группе, в которой позднее перешёл на электрогитару.
Смесь разнообразных музыкальных жанров привела его к созданию музыки, которую часто невозможно было причислить к какому-либо одному стилю. Его дебютный альбом Freak Out! 1966 года представлял собой сочетание рок-н-ролльных песен с различными импровизациями и студийными звуковыми эффектами. Его последующие альбомы также разделяли этот эклектичный и экспериментальный подход, независимо от того, был ли основным жанром рок, джаз или классическая музыка. В сатирических текстах своих песен резко критиковал общее образование и религию, в то же время защищал свободу слова, пропагандировал самообразование и участие в политической жизни, выступал против цензуры.
Несколько альбомов Заппы имели коммерческий успех, особенно в Европе, благодаря этому он мог на протяжении бо́льшей части своей карьеры работать вне зависимости от звукозаписывающих лейблов. Работы Заппы нашли широкий отклик у музыкальных критиков и оказали заметное влияние на творчество многих значимых композиторов и исполнителей. Заппа был посмертно введён в Зал славы рок-н-ролла в 1995 году, а его творческий путь в 1997 году отмечен премией Grammy Lifetime Achievement Award.
Помимо музыкальной деятельности также спродюсировал несколько полнометражных фильмов.

## Ранние годы
Родился в Балтиморе (штат Мэриленд) 21 декабря 1940 года. Его мать Роза Мария Колимор была на три четверти итальянского и на одну французского происхождения, а его отец Франческо Винсент Заппа являлся иммигрантом из сицилийского города Партинико и имел греческие и арабские корни. Заппа был самым старшим из четырёх детей. Семья переезжала часто, так как отец Фрэнка, который являлся по образованию химиком и математиком, работал на оборонном предприятии во Флориде. Через некоторое время семья вернулась в штат Мэриленд, где отец Заппы работал на Эджвудском химическом заводе, являвшемся объектом Абердинского испытательного полигона. Из-за близости арсеналов с ипритом в доме постоянно хранились противогазы. Этот факт отразился в многочисленных песнях Заппы о микробах, бактериологическом оружии и  оборонной промышленности.
В детстве часто болел, страдая от астмы, отита и синусита, при этом синусит лечили назальными гранулами радия, так как мало было известно о потенциальной опасности даже небольшого количества лечебной радиации. Образы носа также часто присутствовали в музыке и текстах, а также на обложках альбомов Заппы, созданных иллюстратором Кэлом Шенкелем.
Многие детские болезни Заппы могли быть связаны с воздействием иприта. Здоровье Заппы резко ухудшилось после переезда в Балтимор. В 1952 году по состоянию здоровья сына семья переехала в Монтерей (штат Калифорния), где отец преподавал металлургию в Военно-морском училище. Вскоре семья переехала сначала в Клермонт, а затем в Эль-Кахон, пока, наконец, не обосновалась в Сан-Диего.

### Музыкальные влияния
Так как у меня не было какого-либо формального обучения, это не имело никакого значения для меня, если я слушал Lightnin' Slim или вокальную группу под названием The Jewels ... или Веберна, или Вареза, или Стравинского. Для меня все это было хорошей музыкой.
В Сан-Диего Заппа присоединился к своей первой школьной группе, в которой он выступал в качестве ударника. Примерно в то же время родители купили ему фонограф, благодаря чему удалось собрать большую коллекцию грамзаписей, которую он хранил до конца жизни. Его интересовали звуки инструментов сами по себе, особенно звуки барабанов и перкуссии. В возрасте 12 лет он приобрёл малый барабан и начал изучать основы оркестровой перкуссии. Глубокий интерес Заппы к современной академической музыке начался после того, как он прочитал статью журнала Look о сети музыкальных магазинов Sam Goody, в которых можно было купить такие редкие пластинки, как первый том полного собрания сочинений Вареза. В этой статье пьеса Вареза «Ионизация» описывалась как «хаотичный перкуссионный беспорядок в сочетании с другими неприятными звуками», после этого Заппа заинтересовался творчеством композитора, и через год удалось найти один из альбомов (приметой для находки был «безумный учёный», изображённый на обложке). Не имея достаточно денег, Заппа убедил продавца одолжить запись со скидкой. Интерес к творчеству Вареза у Заппы сохранился на всю жизнь.
Заппа рос под влиянием таких авангардных композиторов, как Эдгар Варез, Халим Эль-Дабх, Игорь Стравинский, Антон Веберн, а также современного джаза, ритм-н-блюза и ду-вопа (в том числе The Medallions и местных пачуко-групп). Мультиэтническое происхождение, многонациональная и неоднородная социально-культурная среда Большого Лос-Анджелеса сыграли решающую роль в формировании Заппы как андеграундного музыканта, с открытым недоверием относящегося к мейнстриму как в музыке, так и в жизни общества и в политике, в частности, в своих произведениях многократно высмеивал такие музыкальные направления, как психоделия, рок-опера и диско. Телевидение также оказало значительное влияние на творчество, о чём свидетельствуют цитаты из телепередач и рекламных роликов в поздних произведениях.

## Юность и начало карьеры (1955—1960)

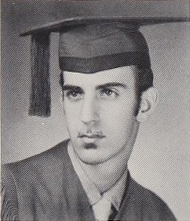
Фото Заппы после окончания школы в 1958 году

В 1956 году семья Заппы переехала в Ланкастер в Долину Антилоп вблизи авиабазы Эдвардса. Мать одобряла интерес Фрэнка к музыке, и хотя ей не нравилась музыка Вареза, она разрешила сыну в день его пятнадцатилетия позвонить по междугородной связи Варезу. Варез в то время был в Европе, но удалось поговорить с женой композитора, позднее Варез написал Заппе письмо, в котором поблагодарил за интерес к его творчеству, рассказал о планах работы над пьесой Déserts, а также пригласил Фрэнка посетить его концерт в Нью-Йорке. Встреча так и не состоялась (Варез умер в 1965 году), но письмо Вареза Заппа заключил в раму и хранил всю жизнь.
В Высшей школе Долины Антилоп Заппа познакомился с Доном Влиетом (ставшим позднее известным под сценическим именем Captain Beefheart). Заппа и Влиет стали близкими друзьями, интересовавшимися ритм-н-блюзом и влиявшими друг на друга на протяжении всей музыкальной карьеры. Примерно в то же время Заппа начал играть на ударной установке в местной группе под названием The Blackouts. В её состав входил в том числе Джеймс Шервуд, впоследствии ставший членом коллектива The Mothers of Invention. Интерес Заппы к гитаре постепенно рос, и в 1957 году Заппа получил свой первый инструмент. Среди ранних гитарных музыкальных влияний отмечаются Джонни Уотсон, Хаулин Вульф и Клэренс Браун. Заппа сравнивал игру на соло-гитаре со «строительством воздушных скульптур», впоследствии сформировав собственный эклектичный, инновационный и импровизационный стиль игры на инструменте.
Интерес Заппы к созданию музыки и аранжировке отмечен в последние школьные годы, когда Заппа, по его словам, занимался аранжировкой и созданием авангардных пьес для школьного оркестра. В 1958 году Фрэнк окончил Antelope Valley High School, в 1966 году поместил двух своих преподавателей по музыке на обложку альбома Freak Out!. Из-за постоянных переездов семьи Фрэнк был, по меньшей мере, в шести различных высших учебных заведениях, в которых, будучи студентом, часто отвлекал остальных учащихся от занятий своими выходками. Проучившись всего один семестр, Фрэнк оставил колледж, в результате чего впоследствии начал презирать общее образование. В качестве доказательства своей точки зрения он забрал своих пятнадцатилетних детей из школы, так как отказался платить за учёбу.
Заппа покинул дом в 1959 году и переехал в небольшую квартиру в район Лос-Анджелеса Эко Парк. Заппа вместе с Кэтрин Джей Шерман, с которой познакомился во время своего краткосрочного пребывания в колледже Помона, переехали в калифорнийский Онтарио, где 28 декабря 1960 года они поженились. Заппа работал в течение короткого периода времени в рекламном бизнесе, который дал ему ценную информацию о том, как он функционирует, как следствие на протяжении всей своей карьеры Заппа уделял внимание визуальному представлению своих работ, самостоятельно подготовил несколько обложек своих музыкальных альбомов, руководил созданием фильмов и видеоклипов.

## Первая половина шестидесятых: Studio Z (1960—1964)
Заппа пытался зарабатывать на жизнь в качестве музыканта и композитора, играя концерты в различных ночных клубах с новым составом группы The Blackouts. В коммерческом плане наиболее удачными были профессиональные записи, сделанные для двух малобюджетных фильмов The World’s Greatest Sinner (1962) и Run Home Slow (1965). Перед этими двумя фильмами Заппа работал над саундтреками для фильма Тимоти Кэри, которые были записаны в 1961 году. Этот фильм содержит множество тем, которые появились на более поздних записях Заппы. Последний саундтрек был записан в 1963 году уже после завершения работы над фильмом, однако найдена дорожка от 1959 года, выдержки из саундтрека изданы в посмертном альбоме Заппы The Lost Episodes.
В начале 1960-х годов Заппа совместно с Рэем Коллинзом и Полом Баффом сочиняли и записывали песни для местных музыкантов, в частности, песня Memories of El Monte была записана группой The Penguins. Пол Бафф владел небольшой студией звукозаписи Pal, оснащённой пятидорожечным магнитофоном, сделанным самим Баффом (в то время лишь немногие коммерческие студии обладали возможностью многодорожечной записи). Несмотря на то, что ни одна из записей данного периода не достигла большого коммерческого успеха, Заппа заработал достаточно денег, чтобы на концерте исполнить свою оркестровую музыку в 1963 году и записать её во время прямой трансляции. В том же году Заппа появился в ночном шоу Стива Аллена, на котором в качестве одного из музыкальных инструментов использован велосипед. В те же годы записано несколько песен с Капитаном Бифхартом, вошедших в сборник под названием The Soots. Эти записи были отвергнуты компанией Dot Records, так как «не имели никакого коммерческого потенциала», этот инцидент был запечатлён в одной из песен альбома Freak Out!.
После расторжения брака с первой женой в 1964 году, Заппа переехал в студию звукозаписи Pal, где начал регулярно работать по 12 и более часов в сутки, экспериментируя с наложением и склейкой, эти приёмы и их аналоги Заппа использовал на протяжении всей карьеры. Получив доход от композиций к кинофильмам, Заппа арендовал старую студию Баффа, работавшего уже на другом лейбле — Original Sound, вместе с Артом Лабо. Позже студия получила название Studio Z, она редко сдавалась в аренду другим музыкантам, поэтому в неё переехали некоторые друзья Заппы, в частности Джеймс «Motorhead» Шервуд. Заппа начал выступать в качестве гитариста в пауэр-трио под названием The Muthers для того, чтобы получить какие-либо средства на существование.
В 1965 году в местной газете вышла статья, описавшая Заппу как «короля фильмов из Кукамонго», это вызвало подозрения у полиции, посчитавшей, что Заппа снимает порнографические фильмы. В марте 1965 года к Заппе обратился тайный полицейский с предложением за вознаграждение в 100 долларов записать звуковую дорожку к порнофильму, Заппа предложение принял, и записал с подругой эротическую сцену. При передаче ленты с аудиозаписью его сразу же арестовали, а все записи из студии конфисковали. Пресса к этому событию была заранее подготовлена, написав на следующий день в газете Daily Report о событии как об аресте продюсера порнофильмов и ликвидации киностудии. За распространение порнографии музыкант был приговорён к шести месяцам тюремного заключения, однако не прошло и десяти дней, как его освободили. Это короткое тюремное заключение сыграло ключевую роль в формировании негативной оценки авторитаризма. Во время судебного процесса Заппа потерял несколько записей, сделанных в Studio Z, так как полиция вернула только тридцать часов плёнки из восьмидесяти. В конечном счёте, Заппа уже не мог позволить себе платить за аренду студии и был отстранён от записи. Впоследствии удалось вернуть ещё часть записей, но в 1966 году здание студии было снесено.

## Период The Mothers of Invention (1964—1976)
В 1965 году вокалист малоизвестной группы The Soul Giants Рэй Коллинз пригласил Заппу вместо ушедшего гитариста. Заппа согласился, быстро став лидером группы, убедил музыкантов играть именно его материал, переименовал группу в The Mothers of Invention. В 1966 году группа при финансировании Тома Уилсона записала на лейбле Verve Records первый альбом — Freak Out!, получивший определённое признание (30 тыс. экземпляров, в 1967 году поднимался в чарте Billboard 200 до 130-й позиции).
Во время записи Freak Out! Заппа переехал в новый дом в лос-анджелесском районе Лорел Каньон. В этом доме вначале он жил с Памелой Зарубикой (Pamela Zarubica), которая озвучивала в альбомах We’re Only in It for the Money и Uncle Meat персонаж Suzy Creamcheese, этот дом стал местом встречи и жизни для многих музыкантов Лос-Анджелеса и групи того времени, хотя Заппа неодобрительно относился к употреблению гостями наркотиков. Наркоманов Заппа уничижительно называл «assholes in action», хоть и пробовал марихуану несколько раз безо всякого удовольствия. В то же время Заппа был заядлым курильщиком бо́льшую часть своей жизни и неоднократно критиковал антитабачные кампании.
В 1966 году после короткого промотура в поддержку Freak Out! Заппа встретил Аделаиду Гейл Слоутмен, летом она переехала к нему в дом, а в 1967 году они поженились, Фрэнк Заппа и Гейл Заппа вместе прожили вплоть до кончины Заппы в 1993 году, вместе воспитав четверых детей.
В 1967 году Уилсон спродюсировал второй альбом The Mothers of Invention — Absolutely Free. В то же время Заппа вместе с оркестром записал материал для своего сольного альбома Lumpy Gravy, выпущенного компанией Capitol Records в 1967 году. Из-за контрактных проблем выпуск альбома долгое время задерживался. Воспользовавшись этой возможностью, Заппа сильно переделал содержимое диска, добавив новый записанный, импровизированный диалог. После того, как договорные проблемы были решены, альбом был переиздан Verve в 1968 году. Данная работа стала «невероятным амбициозным музыкальным проектом», «памятником Джону Кейджу», в котором переплетались академическая музыка, художественная декламация и электронные шумы, созданные с помощью экспериментальных методов редактирования звука.
Период с конца 1966 до 1968 года Заппа с женой и группой провели в Нью-Йорке, с перерывом на единственный европейский тур группы. В этот период группа дала большую серию концертов и записала три альбома: We’re Only in It for the Money, Cruising with Ruben & the Jets и Uncle Meat. Обложка We’re Only in It for the Money (пародировавшая обложку Sgt. Pepper’s Lonely Hearts Club Band была создана Кэлом Шенкелем (англ. Cal Schenkel), с которым Заппа познакомился в Нью-Йорке. Эта встреча положила начало пожизненному сотрудничеству, в течение которого Шенкель создавал обложки для многочисленных альбомов Заппы и группы The Mothers of Invention.
В конце 1969 года группа The Mothers of Invention распалась. В качестве основной причины распада Фрэнк часто указывал на финансовые трудности, вызванные путаницей участников группы в музыкальном направлении, а также на отсутствие большого творческого потенциала у участников группы. Другой причиной распада группы, по мнению её бывших участников, стали взаимные претензии между ними и Заппой. В частности, члены группы были недовольны «диктатурой» Заппы, ссылаясь на тот факт, что Фрэнк «совершенствовал свой стиль за счёт человеческих чувств». Оставшиеся записи группы были выпущены в виде двух сборников под названиями Weasels Ripped My Flesh и Burnt Weeny Sandwich (оба выпущены в 1970 году).
После распада группы в 1969 году Заппа выпустил самый известный сольный альбом — Hot Rats. В записи приняли участие многие известные музыканты, в том числе скрипач Дон "Шугаркейн" Харрис, барабанщики Джон Герин и Пол Хамфри, мультиинструменталист и бывший член группы The Mothers of Invention Йен Андервуд, бас-гитарист Шегги Отис, а также Капитан Бифхарт, вокал которого был записан для единственной песни («Willie the Pimp»).
В 1970 году Заппа сформировал новый состав The Mothers, в который вошли барабанщик Эйнсли Данбар, клавишник Джордж Дюк, мультиинструменталист Йен Андервуд, бас-гитарист и ритм-гитарист Джефф Симмонс, а также три участника группы The Turtles: бас-гитарист Джим Понс, а также вокалисты Марк Фольман и Ховард Кэйлан. Этот состав The Mothers дебютировал на очередном сольном релизе Заппы — Chunga's Revenge, за которым последовал двойной альбом к фильму 200 Motels. В съёмках этого фильма участвовали группа The Mothers, Королевский филармонический оркестр, Ринго Старр, Теодор Бикель и Кит Мун. После фильма 200 Motels группа отправилась в тур, результатом которого стали два концертных альбома: Fillmore East — June 1971 и Just Another Band from L.A., одним из треков последнего альбома стала двадцатиминутная композиция Billy the Mountain (пародия на одну из местных калифорнийских рок-опер).
В декабре 1971 года группа The Mothers приезжает в Швейцарию чтобы дать несколько концертов в Казино Монтрё, во время одного из выступлений произошёл пожар, в результате которого всё казино и вся аппаратура группы были уничтожены. Запись того концерта, включая момент пожара, запечатлены и изданы в сборнике Beat the Boots II, а самому событию группа Deep Purple посвятила песню «Smoke on the Water». Через неделю после пожара группа выступила в лондонском театре Rainbow, инструменты и аппаратура были арендованы. Во время выхода на бис один из поклонников столкнул Фрэнка Заппу со сцены на бетонный пол оркестровой ямы, в результате чего Заппа получил серьёзные травмы головы, спины, ног и шеи, а также травму гортани, из-за которых он на полгода оказался в инвалидном кресле. Во время перерыва были выпущены две джазовые сольные пластинки Заппы: Waka/Jawaka и The Grand Wazoo. Пока Заппа был в инвалидном кресле, участники The Mothers находились в неопределённости и в конце концов образовали ядро группы Flo & Eddie, с которой они отправились в своё турне.
После выпуска Waka/Jawaka и The Grand Wazoo Заппа начинает гастролировать с небольшими группами, в которых в разное время играли мультиинструменталист Йен Андервуд, перкуссионистка Рут Андервуд, трубач и вокалист Сэл Маркес, саксофонист и вокалист Наполеон Мерфи Брок, тромбонист Брюс Фаулер, бас-гитарист Том Фаулер, ударники Честер Томпсон и Ральф Хамфри, клавишник Джордж Дюк, а также скрипач Жан-Люк Понти. В это время были выпущены альбомы Over-Nite Sensation, Roxy & Elsewhere, One Size Fits All, а также сольная пластинка Заппы под названием Apostrophe ('), которая достигла десятого места в чарте Billboard.
В 1975 году Заппа выпустил альбом Bongo Fury, составленный из концертных записей с тура, во время которого было дано несколько совместных выступлений с Капитаном Бифхартом. Bongo Fury стал последним релизом, записанным как альбом The Mothers, после чего Заппа все свои последующие коллективы стал именовать просто — Zappa, и выпускать альбомы под своим именем.

## Конфликты со звукозаписывающими компаниями и туры (1976 −1979)

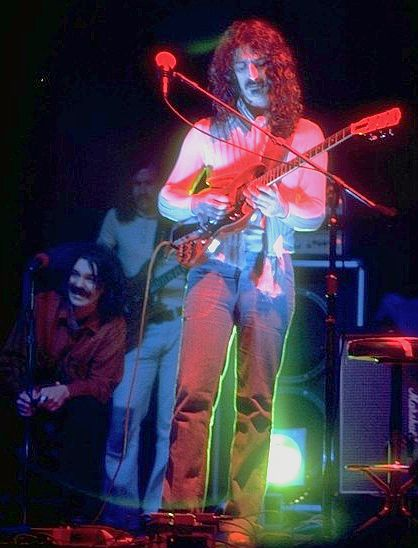
Заппа с Капитаном Бифхартом (слева) во время концерта в 1975 году

Отношения Фрэнка Заппы со старым менеджером Хербом Коэном закончились в 1976 году. Заппа предъявил иск к Коэну за получение от деятельности DiscReet Records большей суммы, чем тому было положено, а также за подписание документов, которые не были одобрены Фрэнком. В свою очередь Херб подал встречный иск, согласно которому замораживались все средства Заппы и Коэна, полученные ими в ходе внесудебного урегулирования с компанией MGM Records спора по поводу авторских прав на записи The Mothers of Invention. Заппе также запрещался доступ к любому ранее записанному материалу на время судебных процессов. Ввиду этого Заппа передал свою готовую копию рок-альбома Zoot Allures компании Warner Bros в обход DiscReet Records.
В середине 1970-х годов Заппа подготовил материал для альбома Läther (произносится как слово leather). Этот альбом вобрал в себя все основные аспекты музыкальных стилей Фрэнка Заппы — рок-композиции, оркестровые аранжировки, сложные инструментальные песни и фирменные гитарные соло. Опасаясь судебных исков за этот альбом, компания Warner Bros Records отказалась выпускать его. Фрэнку удалось договориться о выпуске альбома с фирмой Phonogram Records, а дата релиза была назначена на Хэллоуин 1977 года, однако компания Warner Bros. сорвала выход пластинки, мотивируя свои действия тем, что авторские права на материал принадлежат ей. На это Заппа ответил, появившись на калифорнийской радиостанции KROQ, что позволяет им передать альбом Läther в эфир и призвал слушателей делать свои собственные музыкальные записи. В ходе судебной тяжбы между Заппой и компанией Warner Bros. новый материал не выпускался более года. Тем не менее, Warner Bros. выпустила ограниченным тиражом различные версии материала альбома Läther в 1978 и 1979 годах в виде четырёх отдельных пластинок (пяти полноформатных LP). Четыре отдельных альбома не вошли в третий сборник песен The Old Masters, выпущенный в 1987 году. Когда музыка впервые появилась на CD в 1991 году, Заппа решил выпустить четыре отдельных альбома. Полная версия альбома Läther посмертно была выпущена в 1996 году.
Хотя Заппа в конце концов получил права на все материалы, созданные под эгидой MGM и Warner Bros., иски предполагали, чтобы он выплатил сумму, полученную от доходов в поддержку альбома Läther, что и сделал в значительной степени в 1975—1977 годах, гастролируя с небольшой группой, которая ориентировалась на рок-музыку. К этой группе присоединились барабанщик Терри Боззио, бывший член группы The Mothers of Invention бас-гитарист Рой Эстрада, а также на некоторое время саксофонист Наполеон Мерфи Брок. Среди других музыкантов группы были басист Патрик О’Хёрн, вокалист и гитарист Рэй Уайт и клавишник Эдди Джобсон. В декабре 1976 года Заппа появился в качестве приглашённого гостя на телевизионном шоу канала NBC под названием Saturday Night Live. Выступление включало в себя импровизированное музыкальное участие актёра Джона Белуши в инструментальной пьесе The Purple Lagoon. Белуши появился после того, как его персонаж Самурай Футаба) сыграл на саксофоне вместе с Фрэнком. Песня Заппы I’m the Slime была представлена публике за кадром диктором SNL Доном Пардо (англ. Don Pardo), который также включил в трансляцию композицию Peaches En Regalia.

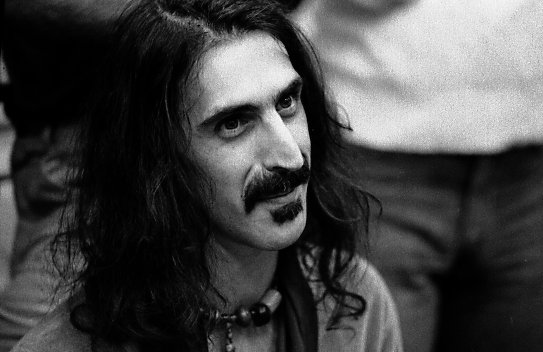
Заппа в Торонто, 1977 год

В это же время группа Заппы, дополненная Рут Андервуд и духовыми инструментами с участием Майкла и Рэнди Брекеров, проводила концерт во время нью-йоркского Рождества, записи которого появляются в одном из альбомов, выпущенных компанией Warner Bros. под названием Zappa in New York в 1978 году. Этот альбом представляет собой смесь сильных инструментальных композиций, таких как The Black Page и юмористических песен, таких как Titties and Beer. Заглавная композиция, написанная первоначально для ударной установки, которая позже была доработана для больших групп, славится своими сложными ритмическими структурами и короткими, сильно аранжированными пассажами.
В новом альбоме также присутствует песня о сексуальном маньяке Майкле Хьюберте Кеньоне по кличке «Иллинойсская клизма», предоставленная Доном Пардо в виде открытого рассказа. Как и многие песни, на этом альбоме содержатся многочисленные сексуальные намёки , которые вызвали возражение многих критиков и заявлению о том, что содержание альбома их оскорбляет.. Заппа проигнорировал критику, отметив, что он был журналистом, доносившим жизнь такой, какую видел своими глазами. Перед последовавшей борьбой с цензурой Фрэнк высказался следующим образом: «Что вы знаете об обществе, которое настолько примитивно, что старательно убеждает себя, будто некоторые слова обладают такой мощью, что способны извратить, когда вы их слышите?». Остальными альбомами, выпущенными компанией Warner Bros. без согласия Заппы, стали Studio Tan (1978) и Sleep Dirt (1979), которые состояли из сложных наборов инструментальных мелодий, записанных в период между 1973 и 1976 годах. Их выпуск долгое время задерживался из-за проблем с авторскими правами. Также без согласия Заппы в 1979 году был выпущен альбом Orchestral Favorites, который представлял собой записи концерта с оркестром в 1975 году.

## Начало независимой сольной карьеры (1979)
Разрешив успешно исковые требования, Заппа закончил 70-е «сильнее, чем когда-либо», выпустив два самых успешных альбома в 1979 году: самый продаваемый в своей карьере Sheik Yerbouti и «добросовестный шедевр» под названием Joe's Garage. Двойной альбом Sheik Yerbouti был впервые выпущен на новом лейбле Zappa Records, а песня «Dancin' Fool», достигшая 45 позиции в чарте Billboard, номинировалась на премию Грэмми. Песня Jewish Princess из альбома Sheik Yerbouti привлекла внимание Антидиффамационную лигу, пытавшуюся предотвратить её ротацию по радио, так как, по мнению представителей этой организации, текст песни пропагандировал антисемитизм. Заппа категорически отрицал любые антисемитские настроения и охарактеризовал ADL как «шумную организацию, которая пытается оказывать давление на людей, чтобы создать еврейский стереотип, соответствующий их идеям о хорошей жизни». Коммерческий успех альбома был обусловлен, в частности песней Bobby Brown. В связи с подробным текстом о встрече молодого человека с «лесбиянкой по имени Фредди» песня не получила ротацию в США, однако она возглавила чарты многих европейских странах, где английский язык не являлся родным. В тройном альбоме Joe’s Garage голос вокалиста Айка Уиллиса принадлежал некому персонажу по имени Джо, который рассказывал об опасности политических систем, подавлении свободы слова и музыки, Исламской революции в Иране, объявившей музыку в то время незаконной деятельностью в пределах своей юрисдикции и о «необыкновенных отношениях американцев, занимающихся сексом и откровениями». Альбом содержит такие рок-песни, как Catholic Girls (ответный удар по спорам о песне Jewish Princess), Lucille Has Messed My Mind Up и заглавный трек, расширенный с помощью живых гитарных импровизаций и игры музыкантов из резервной студийной группы, возглавляемой барабанщиком Винни Колаютой (с которым у Заппы сложилось хорошее музыкальное взаимопонимание) в ходе процесса ксенохронии. Альбом содержит одну из самых известных гитарных пьес Заппы под названием Watermelon in Easter Hay.
21 декабря 1979 года в Нью-Йорке прошла премьера фильма Фрэнка Заппы под названием Baby Snakes. Этот фильм был посвящён «людям, которые совершают ненормальные вещи». Почти трёхчасовой фильм состоял из отснятого материала с нью-йоркского концерта 1977 года, с участием клавишника Томми Марса и перкуссиониста Эда Манна, а также гитариста Эндриана Белью. Фильм также содержит некоторые необычные эпизоды с участием пластилиновой анимации Брюса Бикфорда, которые ранее были представлены на телевидении в 1974 году (позднее они стали доступными на видеоклипе The Dub Room Special 1982 года). Фильм не пошёл в кинопрокат, однако выиграл гран-при на Первом Международном музыкальном фестивале в Париже в 1981 году. Фонд The Zappa Family Trust выпустил фильм на DVD, однако стал доступным только в 2003 году.
Позднее, Заппа несколько раз появлялся на телевизионных передачах. Он озвучивал эпизоды в «Сказочном театре Шелли Дюваль», «Полиции Майами» (серия «Payback») и «Шоу Рена и Стимпи». Озвучка одного из эпизодов в сериале «Симпсоны» не состоялась к разочарованию создателя Мэтта Грейнинга (Грейнинг был соседом Заппы и верным фанатом его творчества).

## 1980-е годы

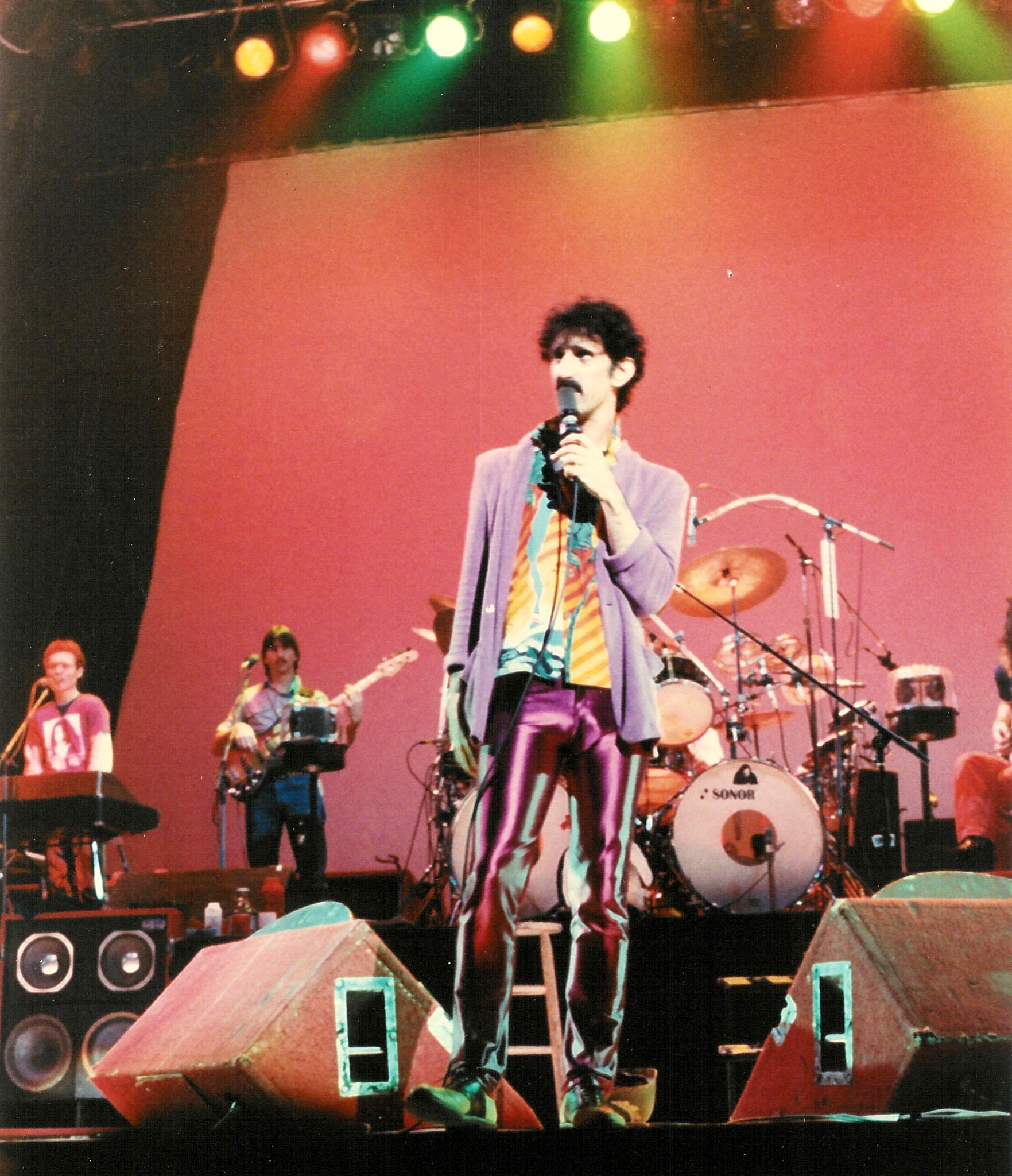
Фрэнк Заппа выступает в Buffalo Memorial Auditorium в 1980 году.

В 1980 году Заппа порвал свои связи с компанией Mercury Records после того, как лейбл отказался выпустить песню «I Don’t Wanna Get Drafted». В Северной Америке песня была выпущена на лейбле Zappa Records, а на международном уровне — компанией CBS Records. Проведя в турне большую часть 1980 года, Заппа в 1981 году выпустил альбом Tinsel Town Rebellion. Диск впервые был выпущен на собственном лейбле Заппы под названием Barking Pumpkin Records и состоял из песен, исполненных во время турне 1979 года, одного студийного трека и материалов гастролей 1980 года. Альбом представляет собой смесь сложной инструментальной музыки и использования шпрехгезанга (разговора во время песни). Подобной вокальной техникой пользовались такие композиторы, как Арнольд Шёнберг и Альбан Берг. Использовав эту необычную технику, Заппа, таким образом, решил продемонстрировать музыкальный опыт участников собственной группы. Тем временем, некоторые тексты подняли шумиху среди критиков, обнаруживших в них элементы сексизма, а также политическую и социологическую сатиру в заглавном треке альбома и песне The Blue Light. Песни описывались как «весёлая критика готовности американского общества к вере во что угодно». В записи альбома участвовал гитарист Стив Вай, который присоединился к гастролирующей группе Фрэнка осенью 1980 года.
В том же году был выпущен двойной альбом You Are What You Is (англ. You Are What You Is). Большая часть альбома была записана в новой студии Заппы под названием Utility Muffin Research Kitchen, находившейся в его доме, тем самым, дав музыканту полную свободу над работой. Альбом включал в себя одну сложную инструментальную композицию под названием Theme from the 3rd Movement of Sinister Footwear, однако основное внимание было сосредоточено на рок-песнях с сардоническим социальным комментарием Заппы — сатирические тексты, ориентированные на подростков, СМИ, религиозное и политическое лицемерии. Песня Dumb All Over — тирада на религию, как и композиция Heavenly Bank Account, в которой Заппа протестует против телевангелистов, таких как Джерри Фалуэлл и Пэт Робертсон, предположительно влияющих на администрацию США и использующих религию в качестве средства обогащения. Такие песни, как Society Pages и I’m a Beautiful Guy, указывают на тревогу Заппы относительно эпохи Рейгана и его «грязного гонения на богатство и счастье».
В 1981 году Заппа также создал три инструментальных альбома: Shut Up 'N Play Yer Guitar, Shut Up 'N Play Yer Guitar Some More и The Return of the Son of Shut Up 'N Play Yer Guitar, которые первоначально продавались на заказ, но позже были выпущены на лейбле CBS в связи с большой популярностью. В этих альбомах Фрэнк сосредоточился исключительно на гитарной работе, композиции которой являлись «живыми» записями с 1979 по 1980 год, подчёркивающими импровизационные навыки Заппы с «красивыми выступлениями аккомпанирующей группы». Другой исключительно гитарный альбом Guitar был выпущен в 1988 году, а Trance-Fusion — посмертно в 2006 году.

### От хит-синглов к классической музыке
В мае 1982 года Заппа выпустил альбом Ship Arriving Too Late to Save a Drowning Witch, песня которого «Valley Girl» оказалась самым продаваемым синглом когда-либо, номинировалась на премию Грэмми и достигла 32 позиции в чарте Billboard. В импровизированном тексте песни дочь Фрэнка Заппы по имени Мун высмеивает бессодержательную речь девочки-подростка из долины Сан-Фернандо, используя многие такие социолектные выражения долины Сан-Фернандо, как «заткни мне рот ложкой», «конечно, фёр» (очевидно, пародирует речевой штамп certainly, sir) «гроди» (толстяк) и «выблевать». Большинство американцев, которые недавно знали Фрэнка по его успешным синглам, теперь думали, что он пишет «мелкие дешёвые товары», несмотря на то, что остальная часть альбома содержала весьма сложную музыку. Заппа был раздражён этим и никогда не исполнял эту песню живьём.
В 1983 году были выпущены две работы, одной из которых стал рок-альбом The Man from Utopia. Эклектичный альбом содержал вокальные партии в песнях Dangerous Kitchen и The Jazz Discharge Party Hats, а также продолжение шпрехштим — путешествия по Tinseltown Rebellion. Второй альбом London Symphony Orchestra, Vol. 1 содержал композиции Заппы, исполненные Лондонским симфоническим оркестром под руководством дирижёра Кента Нагано. Второй записью этих сессий стала пластинка London Symphony Orchestra, Vol. 2, выпущенная в 1987 году. Материал был записан в сжатые сроки за счёт всех предоставленных финансовых средств, полученных от коммерчески успешного сингла Valley Girl. Заппа был недоволен записями Лондонского симфонического оркестра. Одной из причин является песня «Strictly Genteel», которая была записана после того, как секция духовых инструментов пошла за напитками во время перерыва: треку понадобилось 40 правок, чтобы скрыть ненужные ноты. Дирижёр Нагано остался доволен этим опытом и отметил, что «вежливость к оркестру и музыке с точки зрения человеческих сил довольно непростая вещь». В некоторых рецензиях отмечалось, что записи Заппы с оркестром до сих пор оставались лучшим воплощением музыки в карьере артиста. В 1984 году Заппа снова объединился с Нагано и Беркелийской филармонией для живого выступления под названием A Zappa Affair. Во время этого выступления находились расширенный оркестр, куклы в натуральную величину и движущиеся декорации. Хотя критики признали выступление в коммерческом плане провальным, оно было только два раза. После выступления Заппа был приглашён организатором конференции Томасом Уэллсом для доклада на собрании Американского общества композиторов в университет штата Огайо. Именно там Заппа произнёс свою знаменитую фразу «Бинго! У вас есть постоянная должность!», а также исполнил вместе с симфоническим и камерным коламбусовским оркестром и две пьесы «Dupree’s Paradise» и «Naval Aviation in Art?».

### Синклавир
В течение оставшейся части карьеры Заппы большинство работ находились под влиянием синтезатора «Cинклавир» в качестве инструмента для создания музыки. Учитывая сложность музыки, синклавир осуществлял практически всё, что можно было придумать. Синклавир можно было программировать так, чтобы он воспроизводил совершенно любую мелодию:
С синклавиром любые воображаемые инструменты могли быть привлечены в любое время для исполнения самых трудных пассажей с точностью в одну миллисекунду.Фрэнк Заппа
Благодаря своему новому инструменту художник больше не нуждался в музыкантах, ведь Фрэнк рассматривал синклавир и настоящих исполнителей по отдельности. В 1984 году Заппа выпустил четыре альбома. Альбом Boulez Conducts Zappa: The Perfect Stranger содержит композиции, написанные при участии камерного оркестра Ensemble Intercontemporain под руководством всемирно известного дирижёра Пьера Булеза (деятельность которого повлияла на создание альбома Freak Out!) и исполненные живьём в сочетании с синклавиром. Заппа снова был недоволен исполнением своих композиций оркестром, так как они показались ему недостаточно отрепетированными, однако в примечаниях альбома он поблагодарил Булеза за точное исполнение всех требований. Пьесы, исполненные на синклавире, отличались от произведений, сыгранных оркестром, из-за того, что звуки генерировались электроникой не так, как стало возможным вскоре благодаря семплингу.
Альбом Thing-Fish стал амбициозным трёхдисковым сборником в стиле бродвейских спектаклей, обращённых к антиутопии «а что, если», вовлекая в себя феминизм, гомосексуализм, создание и распространение СПИДа, а также евгенику, проводимую правительством США. Новые вокальные записи сочетались с ранее выпущенными композициями и музыкой, написанной на синклавире. Эта работа стала ярким примером бриколажа. И наконец, в 1984 году Заппа выпустил альбом Francesco Zappa, который представлял собой исполнение на синклавире произведений композитора XVIII века Франческо Заппы (который не имеет отношения к роду Фрэнка), а также пластинку Them or Us, двухдисковый сборник сильно отредактированных концертных и сессионных записей.

### Свидетельские показания в сенате США
19 сентября 1985 года Заппа давал свидетельские показания перед торговым, технологическим и транспортным комитетом Сената США, раскритиковав Родительский центр по делам музыкальной продукции, сооснователем которого была Типпер Гор, жена тогдашнего сенатора Альберта Гора. В эту организацию, созданную по спорным вопросам относительно сексистского и сатанинского содержимого в текстах песен, входили преимущественно жёны политиков, в том числе представительницы пяти членов комитета. Заппа понимал, что его деятельность — прямой путь к цензуре, поэтому он назвал предложение комитета о добровольной маркировке записей с откровенным содержимым (англ. Parental Advisory) «вымогательством» музыкальной индустрии. В своём заявлении он сообщил:
Предложение центра является непродуманной частью абсурда, которая не принесёт реальную выгоду детям, нарушит гражданские права людей, не являющихся детьми, и приведёт к загруженности судов в течение многих лет, имея дела с проблемами соблюдения правопорядка и трактовки, связанных с идеей проекта. Это моё понимание того, что вопросы по поводу первой поправки в закон решаются предпочтением наименее ограниченной альтернативы. В связи с этим требования PMRC являются эквивалентом лечения перхоти с помощью обезглавливания … Основанием оценки системы, добровольности или других объектов открывает дверь в бесконечную череду моральных программ контроля качества на основе определённых вещей, которые не нравятся христианам. А что будет, если следующая группа вашингтонских жён потребует большие жёлтые звезды на всех материалах, которые написаны или созданы евреями, чтобы спасти беспомощных детей от воздействия скрытого сионистского учения?Фрэнк Заппа
Заппа вставил цитаты из своего слушания в композицию, написанную на синклавире, под названием Porn Wars в альбоме 1985 года Frank Zappa Meets the Mothers of Prevention, полная запись которой была выпущена в 2010 году, как Congress Shall Make No Law.... Слушание Заппы проходило во взаимодействии с сенаторами Фрицем Холлингсом, Слейдом Гортоном, Альбертом Гором (который на слушании утверждал, что является поклонником Заппы), а также Полой Хокинс утверждавшей, что с игрушками Заппы детям лучше не играть. Заппа выразил мнение о цензуре, когда он появился на канале CNN в передаче Crossfire и обсудил проблемы с репортёром газеты Washington Times Джоном Лофтоном (англ. John Lofton) в 1986 году. Страсть Заппы к политике США становится большей частью его жизни. Он всегда вдохновлял обложками альбомов своих поклонников идти на голосование, а на протяжении 1988 года на его концертах были регистрационные будки. Он даже рассматривался в качестве кандидата на пост президента США. В 1991 году Заппа всё-таки выдвинул свою кандидатуру на пост президента США, однако был вынужден её оставить из-за рака простаты.

### Переиздание старых альбомов и последний тур
Около 1986 года Заппа провёл программу по полному переизданию своих ранних виниловых пластинок. Он лично наблюдал за ремастерингом всех своих альбомов на новый цифровой формат — компакт-диск. Определённые аспекты этих переизданий, однако, были раскритикованы некоторыми поклонниками, назвав ремастеринг предательством оригинальных записей. Почти за двадцать лет до появления музыкальных интернет-магазинов, Заппа предложил заменить «продажу музыкальных записей» на «прямую передачу от одного цифрового носителя к другому» через телефон или кабельное телевидение (через лицензионный счёт и автоматически встроенный в программное обеспечение счётчик). В 1989 году Заппа описывал свою идею как «жалкий провал».
В 1988 году альбом Jazz from Hell, выпущенный в 1986 году, принёс Фрэнку первую Грэмми за «Лучшее инструментальное рок-исполнение». За исключением одного гитарного соло, альбом содержал композиции, написанные исключительно на синклавире. Несмотря на то, что инструментальный альбом вообще не содержал текстов песен, музыкальные магазины продавали альбом с наклейкой «откровенное содержимое» — предупреждением, введённым Американской ассоциацией звукозаписывающей индустрии Америки с соглашения Родительского центра по делам музыкальной продукции.
Последний тур Заппы в джаз-роковом формате состоялся в 1988 году вместе с 12 членами группы, репертуар которой состоял из более чем 100 композиций, однако сорвался ещё до своего завершения из-за обострившихся проблем со здоровьем. Записи тура попали в альбомы Broadway the Hard Way (новый материал, содержащий песни с сильным политическим акцентом), The Best Band You Never Heard in Your Life («стандарты» Фрэнка Заппы и эклектичная коллекция кавер-версий известных песен, начиная от «Boléro» Мориса Равеля и заканчивая композицией группы Led Zeppelin «Stairway to Heaven») и Make a Jazz Noise Here (в основном инструментальная и авангардная музыка). Частично записи тура также можно найти в 4 и 6 томе альбома You Can’t Do That on Stage Anymore.

## 90-е: Классическая музыка и смерть
В начале 1990 года Заппа посетил Чехословакию по просьбе президента Вацлава Гавела в качестве консультанта по делам торговли, культуры и туризма. Гавел в течение всей жизни был поклонником Фрэнка, творчество которого оказало большое влияние на авангардную и подпольную музыку Центральной Европы 70-х и 80-х годов (чешская рок-группа The Plastic People of the Universe, арестованная в 1976 году, получила своё название по песне Заппы Plastic People 1967 года). Заппа с удовольствием согласился и начал встречаться с корпоративными чиновниками, заинтересованными в инвестициях Чехословакии. По истечении нескольких недель, однако, администрация США оказала давление на правительство Чехии с требованием снять с поста Фрэнка Заппу. Вместо того, чтобы выполнить требование американской администрации, Гавел назначил Фрэнка неофициальным культурным атташе. Заппа планировал создать международные приёмные предприятия для облегчения торговли между бывшими странами Восточного блока и западными компаниями. 24 июня 1991 года Заппа принял участие в концерте под названием Adieu Soviet Army, организованном в Праге в качестве прощания с последними советскими солдатами, которые остались в Чехословакии (Советская Армия и её союзники по организации Варшавского договора оккупировали Чехословакию в августе 1968 года, прервав процесс «Пражской весны»). Возможно, это было последнее выступление Фрэнка на сцене, запись которого появилась в альбоме Adieu C. A.
Большая часть проектов Заппы остановила своё развитие в 1990 году, когда Фрэнку был поставлен диагноз — рак простаты последней стадии. Опухоль незаметно развивалась в течение десяти лет, и к 1991 году операция стала невозможной. После постановки диагноза Заппа тратил большую часть своей энергии на работы для синклавира и оркестра. Незадолго до своей смерти в 1993 году Заппа закончил свою важную работу на синклавире под названием Civilization, Phaze III, которую начал ещё в 1980 году.
В 1991 году Заппа был выбран в качестве одного из четырёх главных композиторов эпохи на Франкфуртском фестивале музыки в 1992 году (другими тремя композиторами стали Джон Кейдж, Карлхайнц Штокхаузен и Александр Кнайфель). К Заппе обратился Немецкий камерный оркестр Ensemble Modern, который был заинтересован в исполнении его музыки для этого события. Несмотря на болезнь, Заппа пригласил оркестр в Лос-Анджелес для репетиции новых композиций и новых аранжировок старого материала. Довольный исполнением своей музыки, Заппа вместе с музыкантами также преуспели на концертах в Германии и Австрии, которые были запланированы на осень. В сентябре 1992 года концерты проходили как положено, однако Заппа по причине болезни смог появиться только на двух во Франкфурте. На первом концерте он дирижировал оркестром во время исполнения композиций Overture, G-Spot Tornado, Food Gathering in Post-Industrial America, 1992 и Welcome to the United States (всю остальную часть концерта дирижировал Петр Рундель. После концерта Заппе устроили двадцатиминутную овацию. Этот концерт станет последним публичным профессиональным выступлением, так как рак распространился до такой степени, что заболевание вызывало слишком сильную боль, чтобы насладиться событием, которое Фрэнк назвал не иначе как «волнующим». Запись этого концерта появилась в 1993 году в альбоме The Yellow Shark, ставший последним музыкальным релизом Заппы в своей жизни, а материалы студийных репетиций появились в 1999 году на посмертной пластинке Everything Is Healing Nicely.
В субботу 4 декабря 1993 года Фрэнк Заппа скончался в своём доме, в окружении его жены и детей. На следующий день во время прохождения закрытой церемонии прощания с музыкантом Заппа был похоронен на Вествудском кладбище Лос-Анджелесарядом с будущей могилой актёра Лю Айреса. В понедельник 6 декабря семья публично заявила, что «Фрэнк Заппа отправился в свой последний тур около шести часов вечера в субботу».

## Личная жизнь
Был дважды женат, брак с Кэтрин Джей Шерман продлился с 1960 по 1964 год, второй раз женился в 1967 году на Аделаиде Гейл Слоатмен, с которой жил до своей смерти от рака простаты в 1993 году. У Заппы четверо детей: Мун, Двизл, Ахмет и Дива. Вдова Гейл Заппа является управляющей фонда Zappa Family Trust.

## Наследие

### Признание и почести

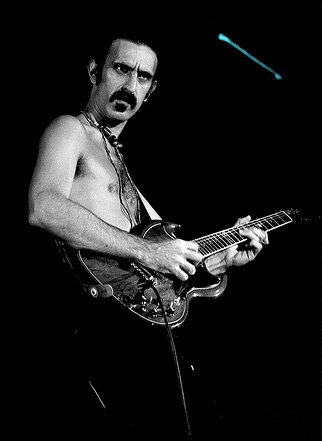
Фрэнк Заппа в 1977 году

Заппа получил широкое признание среди критиков. В книге The Rolling Stone Album Guide писалось: «Фрэнк Заппа фактически плескался во всех жанрах музыки, независимо от того, был ли он сатирическим рокером, исполнителем джаз-фьюжн, гитаристом-виртуозом, электронным волшебником или оркестровым новатором — его эксцентричная гениальность была неоспоримой». Хотя работы музыканта черпали вдохновение из самых разных жанров, Заппа создавал композициям целостность и самовыражение. В 1971 году биограф Дэвид Уолли отметил, что «вся структура его музыки была единой, а не чётко разделенными по датам и временам последовательностями, которые собраны в одной композиции». Комментируя музыку, политическую деятельность и философию Заппы, в 2004 году Барри Майлз отметил, что эти понятия неразрывно связаны друг с другом: «Это была всего одна часть всей его концептуальной непрерывности».
Журнал Guitar Player в 1992 году посвятил специальный выпуск Заппе, на обложке которого был вопрос: «Был ли Фрэнк Заппа лучшим хранителем музыкальных секретов Америки?». Редактор Дон Мэнн отметил, что выпуск был о «наиболее важном композиторе, ушедшем из современной популярной музыки». Среди этих композиторов был музыковед Николай Слонимский, который провёл премьерные исполнения произведений Чарльза Айвза и Эдгара Вареза в 30-х годах. Он познакомился с Заппой в 80-х годах и сказал: «Я восхищаюсь всем тем, что Фрэнк делает, потому что он фактически создал новое музыкальное тысячелетие. Он делает красивую работу … Это удача, что я дожил до появления этого совершенно нового типа музыки». Дирижёр Кент Нагано отметил в том же номере, что «Фрэнк — гений. Это слово я нечасто использую … В случае Фрэнка оно не очень сильное … Он был очень грамотным человеком в музыкальном плане. Я не уверен, что широкая общественность знала это». Пьер Булез заявил в статье журнала Musician, что «Заппа был необыкновенной личностью, потому что он был частью мира классической музыки и рока, и хочется, чтобы выжили оба жанра». Многие ученики признали Фрэнка Заппу одним из самых влиятельных композиторов своего поколения. Как гитарист, Заппа ценится очень высоко.
В 1994 году в результате опроса критиков джазового журнала DownBeat имя Заппа было помещено в Зал славы. Заппа был посмертно введён в Зал славы рок-н-ролла в 1995 году. Там была надпись, что у «Фрэнка Заппы был острый рок-н-рольный музыкальный ум и он был очень проницательным социальным критиком. Он был самым плодовитым композитором своего века и соединял с мастерской лёгкостью различные жанры, в том числе рок, джаз, авангардную и классическую музыку, а также юмор». В 1997 году Фрэнк Заппа посмертно получил премия Грэмми за жизненные достижения. В 2005 году Национальный совет по сохранению пластинок включил альбом We’re Only in It for the Money в Национальный реестр пластинок с комментарием о том, что «изобретательный и дерзкий альбом представляет собой уникальную антиконсервативную и антиконтркультурную политическую установку, наполненную жёсткой сатирой на хиппи и реакцию Америки на это явление». В том же году журнал Rolling Stone поставил Заппу на 71 позицию в списке «ста величайших артистов всех времён и народов». В 2011 году тот же журнал поставил Фрэнка на 22 позицию в списке «ста величайших гитаристов всех времён».

### Влияние на артистов
Ряд известных музыкантов, групп и оркестров разных жанров находились под влиянием музыки Фрэнка Заппы. Такие рок-музыканты, как Элис Купер, Primus, Фи Уэйбил из группы The Tubes признавали влияние Заппы на их творчество, также как и группа Henry Cow, Трей Анастасио из группы Phish и Джон Фрушанте. Пол Маккартни рассматривал пластинку Sgt. Pepper’s Lonely Hearts Club Band группы The Beatles как альбом Freak Out! Фрэнка Заппы . Такие хард и метал-исполнители, как Black Sabbath, Майк Портной, Уоррен Демартини, Стив Вай, Strapping Young Lad, System of a Down, Clawfinger и Дэвин Таунсенд признавали вдохновение Заппы. Такие представители классической музыки, как Томас Ульрих, Meridian Arts Ensemble, Ensemble Ambrosius и Fireworks Ensemble признают влияние Заппы и регулярно исполняют его композиции. Современные джазовые музыканты и композиторы, такие как Билл Фризел и Джон Зорн признавали вдохновение Заппы, как и легенда фанка Джордж Клинтон. Другими артистами, чьи работы находились под влиянием,Заппы, были нью-эйдж пианист Джордж Уинстон, композитор Боб Глак, пародист и комик «Странный Эл» Янкович, пионер индастриала Дженезис Пи-Орридж и нойз-исполнитель Акита Масами из Merzbow.

### Память в культуре и науке

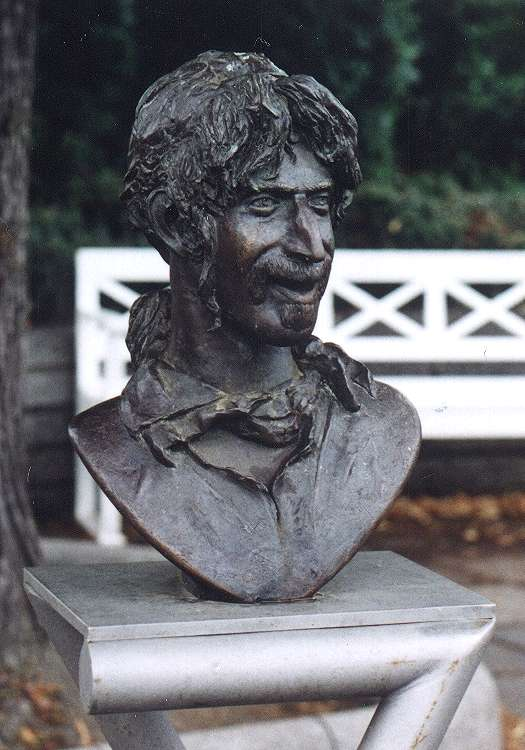
Бюст Фрэнка Заппы, созданный Вацлавом Чежаком в Бад-Доберане

Учёные разных областей науки почтили память Заппы, назвав новые открытия в честь него. 

В 1967 году палеонтолог Лео Плас младший обнаружил вымершего моллюска в штате Невада и дал ему латинское название Amaurotoma zappa, мотивируя это тем, что «название вида — это дань памяти Фрэнку Заппе». 

В 1980 году биолог Эд Мёрди дал название Zappa роду бычковых рыб Новой Гвинеи, а также виду Zappa confluentus. 

В 1987 году биолог Фердинандо Боэро дал название Phialella zappai калифорнийским медузам, отметив, что «он бы с удовольствием дал название виду в честь современного композитора». 

В начале 1980-х годов в Камеруне бельгийские биологи Босман и Боссельер обнаружили паука, которому в 1994 году они дали название Pachygnatha zappa, заметив на «вентральной стороне брюшка самки этого вида рисунок, поразительно напоминающий усы легендарного артиста». 

В 1995 году три биолога из американского штата Мэриленд в честь Заппы назвали ген бактерии Proteus mirabilis, которая является возбудителем мочеполовых инфекций. В конце своей научной статье они «поблагодарили Фрэнка Заппу за вдохновение и помощь генетической номенклатуре». 

В конце 1990-х годов американские палеонтологи Марк Салак и Халард Лесцинский открыли многоклеточное ископаемое, которое назвали Spygori zappania в честь «Фрэнка Заппы … миссия которого была подобна деятельности первых палеонтологов: бросить вызов обычным и традиционным убеждениям, у которых не хватало логических и разумных корней».
В 1994 году лоббистские усилия физика Джона Скиялли вынудили Центр малых планет, находящийся под эгидой Международного астрономического союза, дать астероиду название 3834 Zappafrank в честь Фрэнка Заппы. Астероид был обнаружен в 1980 году чехословацким астрономом Ладиславом Брожеком, который впоследствии дал комментарий по поводу названия, что «Заппа был эклектичным композитором и артистом-самоучкой… До 1989 года он считался символом демократии и свободы многих людей в Чехословакии».
В 1995 году в Вильнюсе (Литва) был установлен бюст Заппы, созданный скульптором Константинасом Богданасом.
В 2008 году точную копию литовского памятника предложили установить в городе Балтимор (США), и 19 сентября 2010 года, в честь двадцать пятой годовщины показаний Заппы в Сенате США, около Юго-Восточной корабельной библиотеки был поставлен бюст. Во время установки памятника присутствовали Гейл Заппа и мэр города Балтимор Стефани Ролингс-Блейк. 

В 2002 году бронзовый бюст был установлен в немецком городе Бад-Доберан, а с 1990 года проводится ежегодный музыкальный фестиваль Zappanale. 

По инициативе сообщества музыкантов ORWOhaus в 2007 году в берлинском районе Марцан в честь Фрэнка Заппы была названа улица Frank-Zappa-Straße. 

В том же году в Балтиморе мэр Шейла Диксон (англ. Sheila Dixon) официально объявила 9 августа «Днём Фрэнка Заппы», ссылаясь на музыкальные достижения Заппы, а также защиту Первой поправки к Конституции США.